# 萨勒普拉特
萨勒普拉特（德語：Saaleplatte，發音：[ˈzaːləˌplatə]，意为“萨勒河高原”）是德国图林根州魏玛地区县曾经的一个市镇，面积42.83平方千米，2017年12月31日人口为2,862人。2019年12月31日，萨勒普拉特并入市镇巴特苏尔察。